# Parque metropolitano Albarregas
El Parque Metropolitano de Albarregas es un territorio urbano de la ciudad de Mérida que cuenta con 612 hectáreas de superficie y 22 km de largo, y que se desarrolla asociado al curso principal del río Albarregas en forma de una depresión aluvial, la cual rompe la continuidad geográfica del sitio de la ciudad separándola en dos grandes franjas: la Terraza de Mérida y la Otra Banda. 
A través de este espacio surcan los vientos que refrescan la ciudad y amortiguan sus marcados cambios térmicos y se evacuan más del 70% de las aguas servidas que genera la ciudad. Igualmente, se han construido todas las conexiones viales y peatonales que facilitan el funcionamiento y la movilidad urbana de Mérida y su área metropolitana. 
Sus casi 400 hectáreas de superficies arboladas, además de configurar un hito que da identidad al paisaje de la ciudad, aloja una rica y variada biodiversidad representativa del bosque húmedo tropical y de ecosistemas de montaña altoandinas. 

## Historia

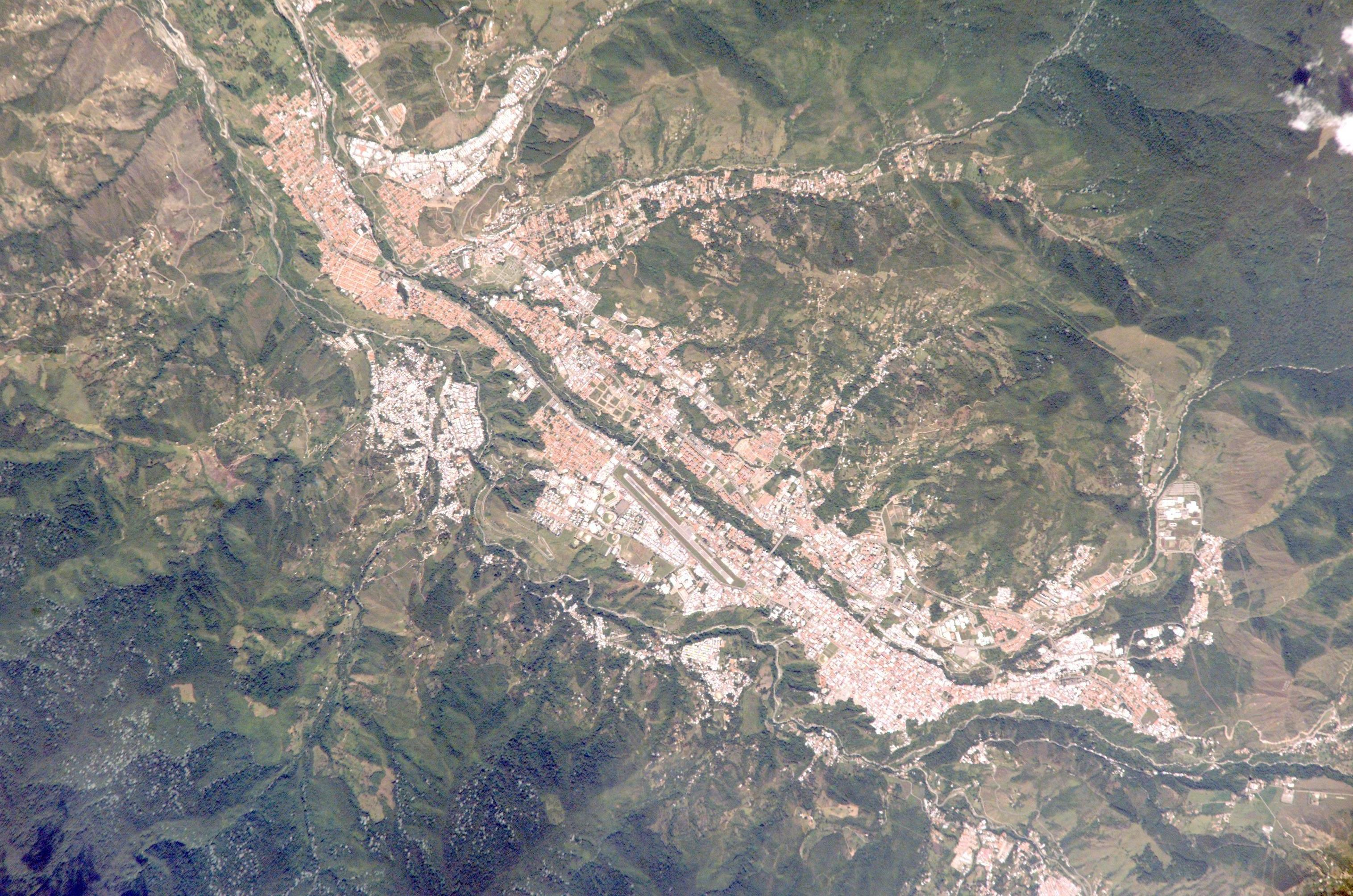
Vista satelital de la Ciudad de Mérida y el parque al centro.

Desde el año 1970 dada su variada riqueza natural y paisajística y su carácter de área sensiblemente frágil y vulnerable ante eventos hidrológicos y sismo tectónicos, fue siendo afectado por varias figuras jurídicas de protección ambiental que restringen, limitan y hasta prohíben su ocupación urbana, ordenándose en ellas la construcción de áreas de parques de recreación de uso intensivo y el adelanto de acciones de saneamiento ambiental bajo el tratamiento de área crítica.
A pesar de ello y transcurridos los años, estas iniciativas gubernamentales no han facilitado su consolidación como un área de recreación y esparcimiento de la ciudad, ni la preservación y control de sus condiciones físico ambientales, tal como lo pautan los decretos presidenciales que contienen dichas figuras.
La ausencia de instrumentos de ordenamiento territorial debidamente aprobados, que definan la regulación del uso y aprovechamiento de los recursos del área en el parque, no ha permitido ejercer una efectiva administración y manejo de estos espacios, ni motivar a sus miles de propietarios privados a actuar y desarrollar acciones que conlleven a su desarrollo integral. Se ha permitido por el contrario, la localización interna y/o en sus alrededores de usos e instalaciones urbanas que han significado la generación de importantes conflictos actuales y potenciales, sin la medición de los impactos posibles a ocasionar al Parque y a la ciudad de Mérida en general. 
Recientemente surgió la intención del Ejecutivo Nacional de construir las obras que permitan el saneamiento de las aguas del Río Albarregas y con ello el desarrollo de proyectos de rehabilitación urbana y de construcción de nuevos espacios públicos, lo cual motivó a la Universidad de Los Andes a diseñar un proyecto de apoyo interinstitucional “Proyecto ULA PAMALBA” que oriente el ordenamiento territorial y el desarrollo integral de este estratégico espacio de la ciudad. Fundó una instancia técnica, la “Oficina ULA PAMALBA” para a través de la cual coordinar sus actuaciones en relación con el Parque. La ULA es propietaria de más de 130 hectáreas del área parque y siempre ha vislumbrado este espacio como el nuevo umbral de conexión de la Universidad con la Ciudad de Mérida y como el área para diseñar e implementar actuaciones que orienten la ciudad dentro de un marco de desarrollo ambientalmente sostenible.